# Maurizio Gaudino
Pour les articles homonymes, voir Gaudino.
Maurizio Gaudino est un footballeur allemand né le 12 décembre 1966 à Brühl. Il évolue au poste de milieu de terrain.
International allemand (5 sélections), il a participé à la Coupe du monde 1994 avec l'Allemagne.

## Carrière
- 1972-1981 : TSG Rheinau  Allemagne
- 1981-1987 : Waldhof Mannheim  Allemagne
- 1987-1993 : VfB Stuttgart  Allemagne
- 1993-1994 : Eintracht Francfort  Allemagne
- 1994-1995 : Manchester City (prêt)  Angleterre
- 1995 : Eintracht Francfort  Allemagne
- 1995-1996 : Club América (prêt)  Mexique
- 1996-1997 : Eintracht Francfort  Allemagne
- 1997-1998 : FC Bâle  Suisse
- 1998-1999 : VfL Bochum  Allemagne
- 1999-2002 : Antalyaspor  Turquie
- 2003-2004 : Waldhof Mannheim  Allemagne[1]

## Palmarès
- VfB Stuttgart (2) :
  - Champion de Bundesliga en 1992.
  - Vainqueur de la Supercoupe d'Allemagne en 1992.
  - Finaliste de la Coupe de l'UEFA en 1989.